# District de Cottbus
Le district de Cottbus était l'un des 15 Bezirke (districts) de la République démocratique allemande, nouvelles subdivisions administratives créées lors de la réforme territoriale de 1952 en remplacement des cinq Länder préexistants. Ces districts furent à leurs tours dissous en 1990, en vue de la réunification allemande et remplacés par les anciens cinq Länder reconstitués, dont le district de Cottbus constitue la partie méridionale de l'actuel Land de Brandebourg.
Immatriculation automobile : Z

## Démographie
- 884 700 hab. en 1989

## Structure administrative
Le district comprenait :
- La ville-arrondissement (Stadtkreis) de :

1. Cottbus

- Les arrondissements-ruraux (Landkreis) de :

1. Bad Liebenwerda
2. Calau (en sorabe : Wokrejs Kalawa)
3. Cottbus-Land (en sorabe : Wokrejs Chośebuz)
4. Finsterwalde
5. Forst (en sorabe : Wokrejs Baršć)
6. Guben (en sorabe: Wokrejs Gubin)
7. Herzberg
8. Hoyerswerda (en sorabe : Wokrjes Wojerecy)
9. Jessen
10. Luckau
11. Lübben (en sorabe : Wokrejs Lubin)
12. Senftenberg (en sorabe: Wokrejs Zły Komorow)
13. Spremberg (en sorabe : Wokrejs Grodk)
14. Weißwasser (en sorabe : Wokrjes Běła Woda)

## Gouvernement et les dirigeants du SED

### Premier secrétaire duSEDpour le district
- 1952–1953 Franz Bruk (1923–1996)
- 1953–1969 Albert Stief (1920-1998)
- 1969–1989 Werner Walde (1926-)
- 1989–1990 Wolfgang Thiel (1948-)

### Président du conseil de district
- 1952–1959 Werner Manneberg (1923–2000)
- 1959–1962 Heinz Krüger (1919-)
- 1962 Rudolf Müller (1911-)
- 1962–1971 Hans Schmidt (de) (1915-)
- 1971–1989 Irma Uschkamp (1929-)
- 1989–1990 Peter Siegesmund (1940-)
- 1990 Karl-Heinz Kretschmer (mandataire du gouvernement)